# F₄ (математика)
В математике F4 — название одной из пяти (компактных или комплексных) особых простых групп Ли, а также её алгебры Ли {\displaystyle {\mathfrak {f}}_{4}}. F4 имеет ранг 4 и размерность 52. Группа F4 односвязна, а её группа внешних автоморфизмов тривиальна. Простейшее точное линейное представление группы F4, а также её алгебры Ли, 26-мерно и неприводимо.
Компактная вещественная форма (комплексной) группы F4 является группой изометрий 16-мерного риманова многообразия, известного как «октонионная проективная плоскость», OP2. Это может быть показано с помощью общего приёма, использующего конструкцию, известную как магический квадрат, разработанную Г. Фрейденталем и Ж. Титсом.
Есть 3 вещественные группы Ли с алгеброй {\displaystyle {\mathfrak {f}}_{4}}: компактная, разделённая и третья.
Алгебра Ли F4 может быть получена путём добавления к 36-мерной алгебре Ли {\displaystyle {\mathfrak {so}}(9)} 16 генераторов, преобразующихся как спиноры, аналогично тому, как это делается в построении E8.

## Алгебра

### Корневые векторы F4
{\displaystyle (\pm 1,\pm 1,0,0)},
{\displaystyle (\pm 1,0,\pm 1,0)},
{\displaystyle (\pm 1,0,0,\pm 1)},
{\displaystyle (0,\pm 1,\pm 1,0)},
{\displaystyle (0,\pm 1,0,\pm 1)},
{\displaystyle (0,0,\pm 1,\pm 1)},
{\displaystyle (\pm 1,0,0,0)},
{\displaystyle (0,\pm 1,0,0)},
{\displaystyle (0,0,\pm 1,0)},
{\displaystyle (0,0,0,\pm 1)},
{\displaystyle \left(\pm {\frac {1}{2}},\pm {\frac {1}{2}},\pm {\frac {1}{2}},\pm {\frac {1}{2}}\right)},
и простые положительные корневые векторы
{\displaystyle (0,1,-1,0)},
{\displaystyle (0,0,1,-1)},
{\displaystyle (0,0,0,1)},
{\displaystyle \left({\frac {1}{2}},-{\frac {1}{2}},-{\frac {1}{2}},-{\frac {1}{2}}\right)}.

### Группа Вейля/Коксетера
Для данной группы это — группа симметрии гипероктаэдра.

### Матрица Картана
{\displaystyle {\begin{pmatrix}2&-1&0&0\\-1&2&-2&0\\0&-1&2&-1\\0&0&-1&2\end{pmatrix}}}

### Решётка симметрии F4
4-мерная объёмноцентрированная кубическая решётка имеет F4 как точечную группу симметрии. Это объединение двух гиперкубических решёток, точки каждой из которых лежат в центрах гиперкубов другой, образует кольцо, называемое кольцом кватернионов Гурвица. 24 кватерниона Гурвица с нормой 1 образуют гипероктаэдр.